# Fräkentjärnen (Överluleå socken, Norrbotten)
Fräkentjärnen är en sjö i Bodens kommun i Norrbotten och ingår i Alterälvens huvudavrinningsområde. Sjön har en area på 0,0661 kvadratkilometer och ligger 151 meter över havet. Sjön avvattnas av vattendraget Alterälven.

## Delavrinningsområde
Fräkentjärnen ingår i det delavrinningsområde (731427-173747) som SMHI kallar för Inloppet i Gäddträsket. Medelhöjden är 168 meter över havet och ytan är 24,57 kvadratkilometer. Räknas de 5 avrinningsområdena uppströms in blir den ackumulerade arean 60,89 kvadratkilometer. Avrinningsområdets utflöde Alterälven mynnar i havet. Avrinningsområdet består mestadels av skog (77 procent) och sankmarker (20 procent). Avrinningsområdet har 0,2 kvadratkilometer vattenytor vilket ger det en sjöprocent på 0,8 procent.